# 군 대상
범주론에서 군 대상(群對象, 영어: group object)은 곱을 갖는 범주에서 정의되는, 군의 역할을 하는 대상이다. 모노이드 대상의 특수한 경우이다.

## 정의
{\displaystyle {\mathcal {C}}}가 끝 대상 및 유한 곱을 갖는 범주라고 하자. (임의의 모노이드 범주에서 정의되는 모노이드 대상과 달리, 군 대상은 데카르트 모노이드 범주에서만 정의된다. 이는 일반적 모노이드 범주에서 대각 사상 {\displaystyle X\to X\otimes X}이나 쌍대항등원 {\displaystyle X\to I}이 주어지지 않기 때문이다.) {\displaystyle {\mathcal {C}}}의 군 대상 {\displaystyle (G,m,e,i)}는 다음 데이터로 이루어진다.
- {\displaystyle (G,m,e)}는 데카르트 모노이드 범주 {\displaystyle ({\mathcal {C}},\times )}의 모노이드 대상이다.
- {\displaystyle i\colon G\to G}는 {\displaystyle {\mathcal {C}}} 속의 사상이다. 이는 군의 역원에 해당한다.

이는 다음과 같은 성질을 만족하여야 한다.
- (역원의 존재) 끝 대상의 정의에 따라 유일한 사상 {\displaystyle \epsilon _{G}\colon G\to 1}이 존재한다. 또한, {\displaystyle \operatorname {diag} _{G}\colon G\to G\times G}가 대각 사상이라고 하자. 그렇다면 {\displaystyle m\circ (\operatorname {id} _{G}\times i)\circ \operatorname {diag} _{G}=m\circ (i\times \operatorname {id} _{G})\circ \operatorname {diag} _{G}=e\circ \epsilon _{G}}이다. 즉, 다음 그림이 가환한다.

{\displaystyle {\begin{matrix}G&{\xrightarrow {\operatorname {diag} }}&G\times G&{\xrightarrow {\operatorname {id} \times i}}&G\times G&{\xleftarrow {i\times \operatorname {id} }}&G\times G&{\xleftarrow {\operatorname {diag} }}&G\\&\searrow &&&\downarrow \scriptstyle m&&&\swarrow \\&&1&{\xrightarrow[{e}]{}}&G&{\xleftarrow[{e}]{}}&1\end{matrix}}}
위와 같은 정의 대신, 군 대상을 다음과 같이 정의할 수 있다. 군 대상 {\displaystyle G\in \operatorname {ob} ({\mathcal {C}})}는 임의의 대상 {\displaystyle X\in \operatorname {ob} ({\mathcal {C}})}에 대하여 {\displaystyle \hom(X,G)}가 군을 이뤄, {\displaystyle X\mapsto \hom(X,G)}가 {\displaystyle {\mathcal {C}}\to \operatorname {Grp} ^{\operatorname {op} }} 함자를 이루는 대상이다. 여기서 {\displaystyle \operatorname {Grp} }은 군과 군 준동형의 범주이다.

## 예
대표적인 범주들 속의 군 대상은 다음과 같은 특별한 이름을 갖는다.
| 범주                                                  | 군 대상                                 | 비고                                                                                  |
| ----------------------------------------------------- | --------------------------------------- | ------------------------------------------------------------------------------------- |
| 집합과 함수의 범주                                    | 군                                      |                                                                                       |
| 위상 공간과 연속 함수의 범주                          | 위상군                                  |                                                                                       |
| 매끄러운 다양체와 매끄러운 함수의 범주                | 리 군                                   |                                                                                       |
| 대수다양체와 대수다양체 사상의 범주                   | 대수군                                  |                                                                                       |
| 스킴과 스킴 사상의 범주                               | 군 스킴(group scheme)                   |                                                                                       |
| 군과 군 준동형의 범주                                 | 아벨 군                                 | 역원 사상 {\displaystyle g\mapsto g^{-1}}이 준동형을 이루는 군은 아벨 군이기 때문     |
| 모노이드와 모노이드 준동형의 범주                     | 아벨 군                                 |                                                                                       |
| 아벨 군과 군 준동형의 범주                            | 아벨 군                                 |                                                                                       |
| 작은 범주의 범주 {\displaystyle \operatorname {Cat} } | 교차 가군(영어: crossed module):285–287 | 군과 군 준동형의 범주 {\displaystyle \operatorname {Grp} } 속의 내적 범주와 같다.:269 |

## 같이 보기
- 내적 범주